# 火星混沌地形
火星上的混沌地形（Chaos terrain on Mars）极为独特，地球上没有与之比似的地貌。混沌地形通常由方圆数几十公里，高达百米或以上的不规则大地块群组成，倾斜的平顶地块形成了数百米深的洼地。一处混沌区域可通过被谷道交错切割的桌山、地垛和山丘来识别，而一些谷地似乎带有图案地面。这些混沌区的部分区域还没有完全崩塌，它们仍形成了巨大的台地，因此，可能还贮藏着水冰。混沌地区形成于很久以前，通过陨石坑计数（任何给定区域内的陨坑越多意味着地表越古老）以及研究这些谷地与其他地质特征的关系，科学家得出结论，这些通道形成于20亿至38亿年前。

## 位置
混沌地形最集中的区域与巨大古河谷相一致，由于如此多的大型河道似乎起源于混沌地形。因此，人们普遍认为混沌地形是地下释放出的暴洪所造成。大部分混沌地形都分布于火星高地，位于克律塞平原以南，欧克西亚沼区中以及火星分界沿线，但在珍珠湾区、法厄同区和卢娜沼区中也发现了一些混沌区域。

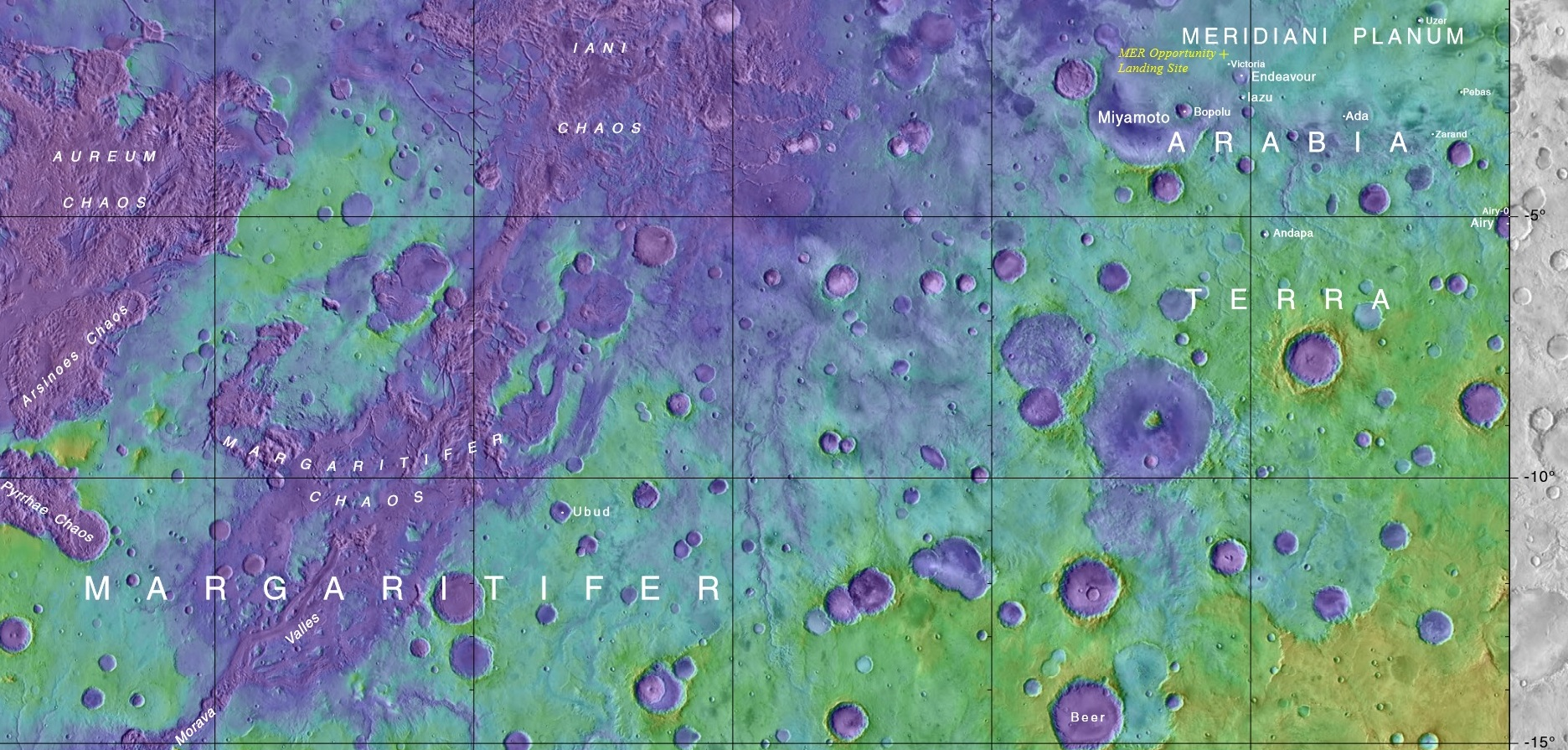
显示了阿耳西诺厄斯混沌（最左侧）、亚尼混沌、欧罗姆混沌、珍珠混沌及其他附近地貌位置的地图。

## 形成理论
有关洪水如何随混沌地形的形成而释放的，人们提出了许多种不同的理论。现已发现了与水有关的证据，如混沌区中存在的灰色、结晶赤铁矿和层状硅酸盐等与水有关的矿物。许多关于混沌产生的解释都涉及巨大的地下冰库的突然融化。一些研究人员认为，很长一段时间内形成了一层被称为冰冻圈的冻结层，然后某些事件触发了它的突然破裂和融化。破裂事件可能为撞击、岩浆运动、地震活动、火山构造应变、孔隙压力增加或笼状物分解等。由二氧化碳和甲烷构成的包合物可能发生爆炸性分解，从而液化水饱和的沉积物。一种变体的冰冻圈概念是，含水层与冰冻圈一起形成。随着越来越多的冰被加入，导致冰冻圈变厚，含水层中的水压逐步升高。当诸如撞击或岩浆运动打破或融化了冰冻圈时，巨大压力下的洪水就会释放出来。但进一步的计算表明，仅一次释放尚无法产生出大型河道。后来的提议提出了这样一种观点，即混沌地区的地质形态可能是由超过100次的系列洪水事件所造成。

### 掩埋冰的融化
最近，研究人员提出了一种在不需要特殊触发事件情况下形成混沌地形的理论。塔尼娅·泽格斯（Tanja Zegers）和其他人计算出，简单掩埋的富冰沉积物可导致大量水流的释放，从而形成与大多数混沌地形相关的大型河流流域。该小组研究了阿伦混沌，这是一片很大的混沌区域，可能起源于一座大型撞击坑。在他们的模型中，富冰物质堆积在陨石坑中，然后被沉积物覆盖，从而阻止了冰消失在稀薄的大气层中。最终，来自地下深处的热量与覆盖层的隔热性能一起形成了一层厚厚的液态水层。由于致密的物质容易沉入水中，因此，上覆的岩石在压力下破裂，致密的岩盖破裂成各种大小的倾斜块体。融化的水流冲到顶部，形成一条通道，随着水流的涌出，通道受到越来越多的侵蚀。连同来自其他混沌地区的洪水，将有足够的侵蚀力冲刷出我们现在所看到的大型河谷。有充分的证据表明，冰以冰川的形式埋藏在地下，保存在一层薄薄的岩石和尘土之下。

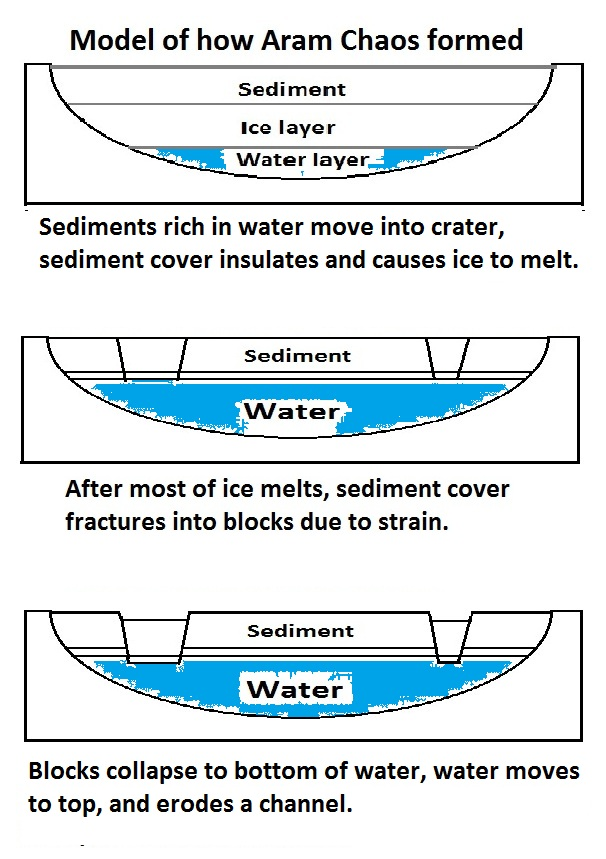
这些图示显示了根据泽格斯等人2010年所提出模型的阿拉姆混沌及许多其他混沌地形的形成过程[22]，点击图片可查看更多的详情。
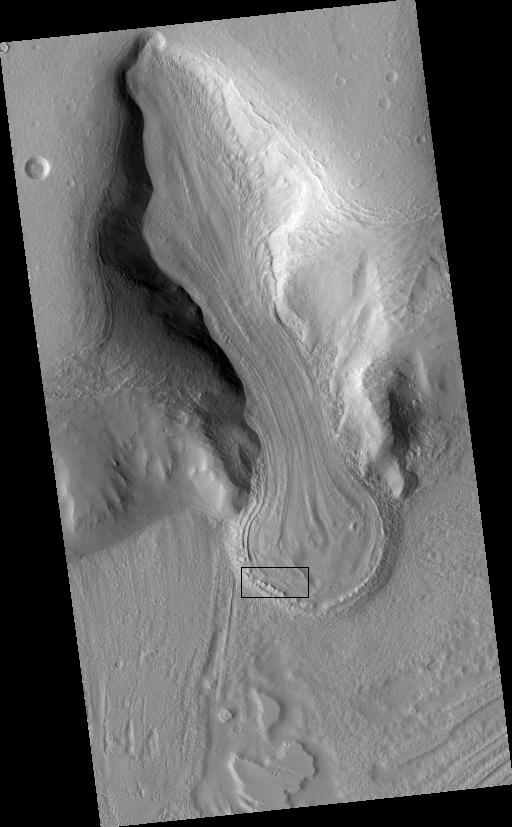
HiWish计划下高分辨率成像科学设备显示的冰川。矩形区域将在下一幅照片中被放大。顶部为积雪区，冰川沿河谷向下移动，然后在平原上展开。流动的证据来自地表上的许多条痕。地点位于伊斯墨诺斯湖区的普罗敦尼勒斯桌山群。
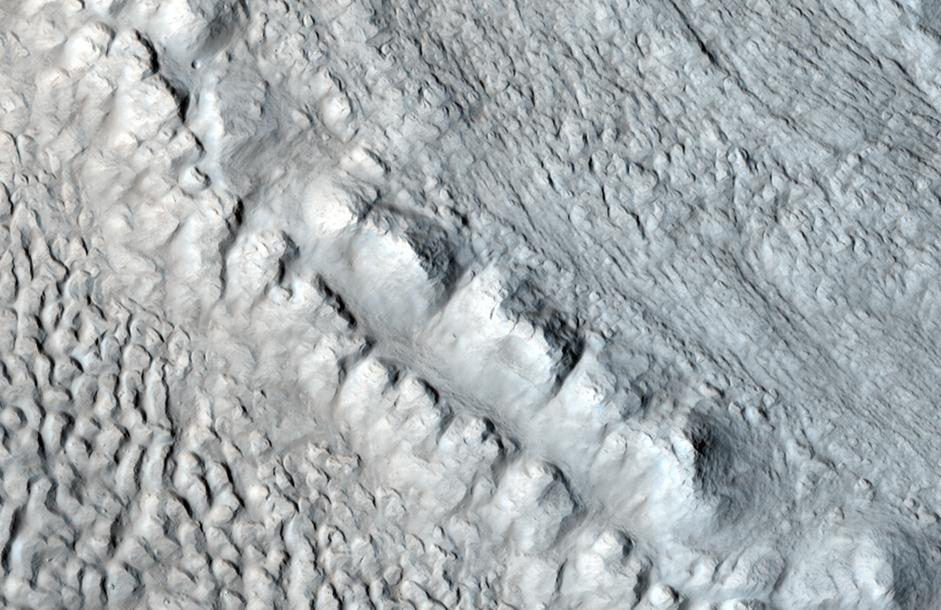
放大的前一图像中的矩形区域。在地球上，这种山脊被称为高山冰川的末端冰碛。HiWish计划下高分辨率成像科学设备在伊斯墨诺斯湖区拍摄的照片。

火星似乎也经历过很多次冰河期，积冰在冰河期沉积，然后被掩埋。这些冰河期是由该行星频繁的倾斜大变化所引起。由于缺乏较大的卫星，火星自转轴倾斜变化很大。对许多陨石坑的观察表明，很多坑内都填满了沉积物，冰可能就是其中的一种。许多陨石坑看上去很浅，但对年轻陨坑的观察表明，撞击陨石坑最初应呈碗状。因此，今天看上去很浅平的陨坑内可能填满了沉积物。2005年，罗德里格斯和其他人发表的研究表明，火星的地下含有大量可能注满水或冰的古陨坑。

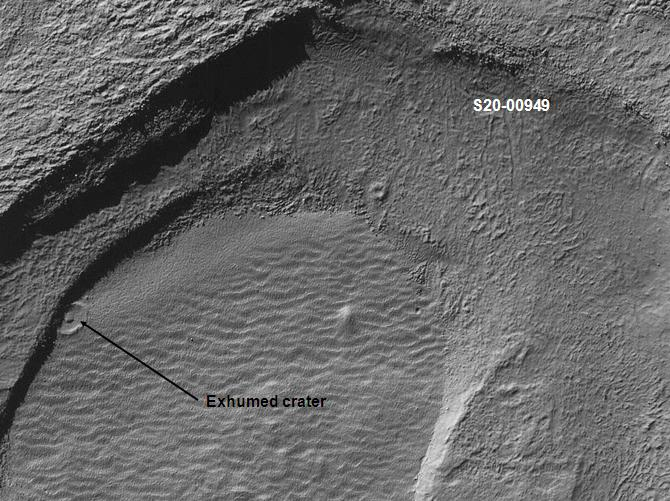
火星全球探勘者号显示的掩埋于另一时代，现因侵蚀而暴露出来的陨石坑。这是火星地下可能分布有很多被掩埋陨石坑的证据。
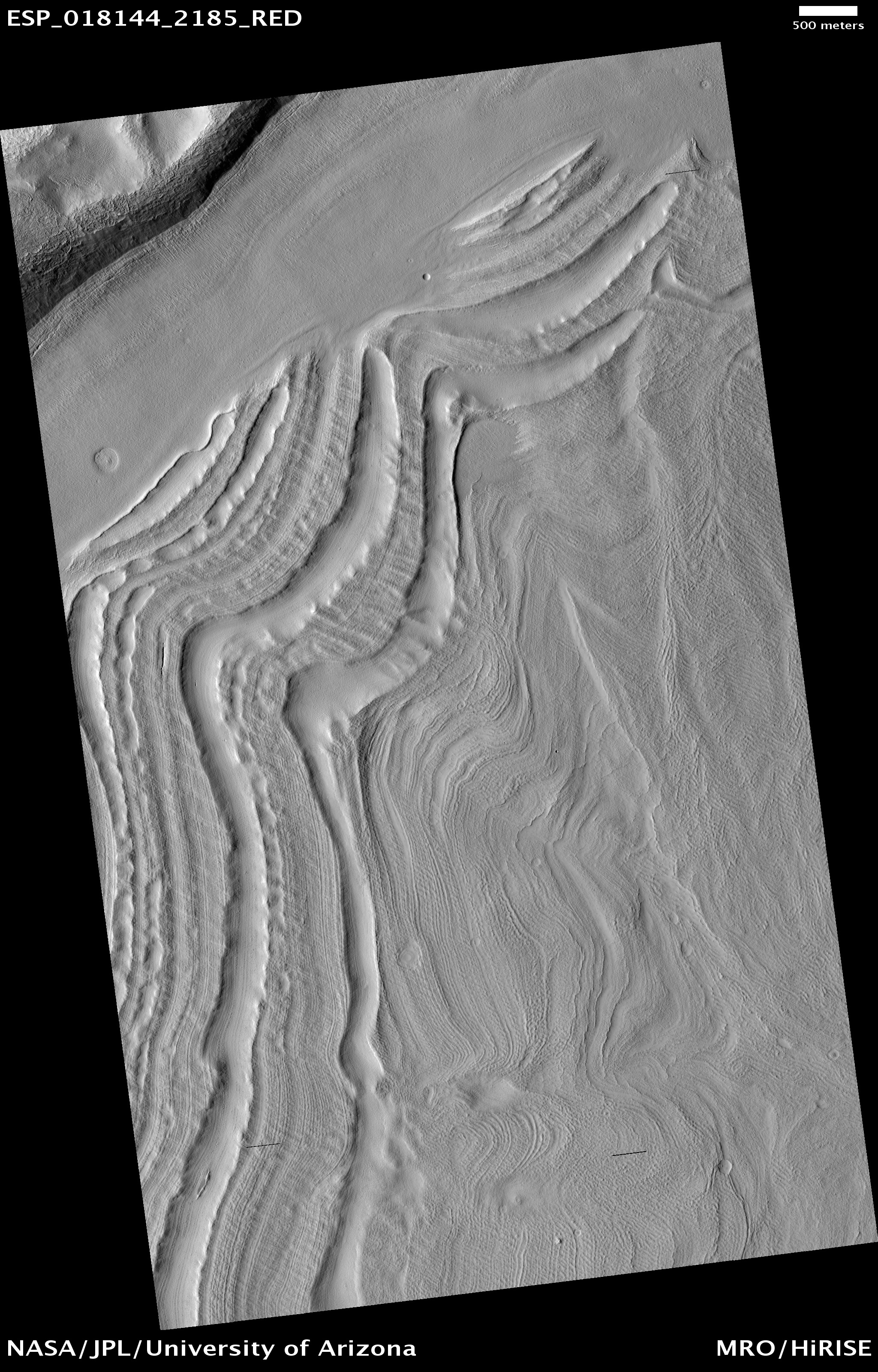
HiWish计划下高分辨率成像科学设备显示的发育良好的凹地，凹地位于具有同心坑沉积的陨坑坑底，这些凹地是由富冰沉积物的运动所形成，可能有数百米厚的冰被一层薄薄的沉积物所覆盖，地点为卡西乌斯区。

### 富冰层的升华
一些混沌区域可能是通过另一种方式所产生，盖勒克西亚斯混沌就与其他许多混沌区域有所不同，它没有相关的溢出河道，并且同其他大多数混沌区一样，与周围陆地区之间也没有明显的高度差。佩德森（Pedersen）和海德（Head）在2010年发表的研究表明，加拉西亚斯混沌是火山流所在地，该火山流掩埋了一层称为“北方大平原地层组”（VBF）的富冰层。一般认为，北方大平原地层组是大洪水沉积的富水物残余，它可能厚薄不均度，并且含冰量也可能不同。在火星稀薄的大气层中，这一富冰层会通过升华慢慢消失（从固体直接变成气体）。由于某些地区可能会比其他区域升华得更多，因此，上部的熔岩盖会因支撑不均而发生龟裂，裂缝/槽沟可能起始于熔岩盖边缘的升华和收缩。岩盖边缘破坏产生的应力会在岩盖上产生裂缝。有裂缝的地方则升华得更多，之后裂缝逐惭扩大，形成混沌区域的块状地形特征。升华过程可能还受到了岩浆运动产生的热量（地热通量）促动，附近就坐落有埃律西昂和赫卡特斯火山，其附近很可能蔓延着岩脉，这会加热地面。此外，过去一段较温暖的时期也会增加地表水升华量。

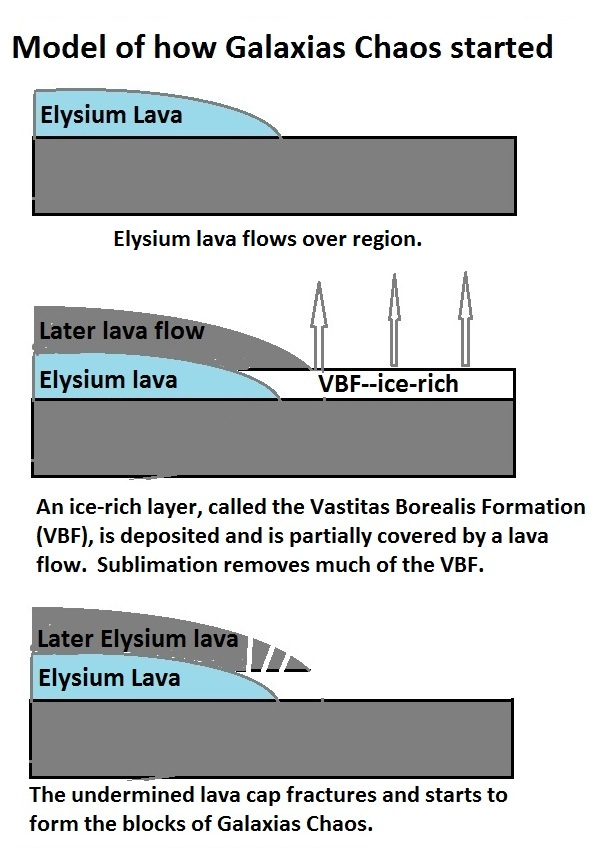
该系列图展示了另一种火星混沌地形的形成模型，就如佩德森和海德在2011提出的那样1[10]，升华量被增大以提高理解。点击图片可查看更多的细节。
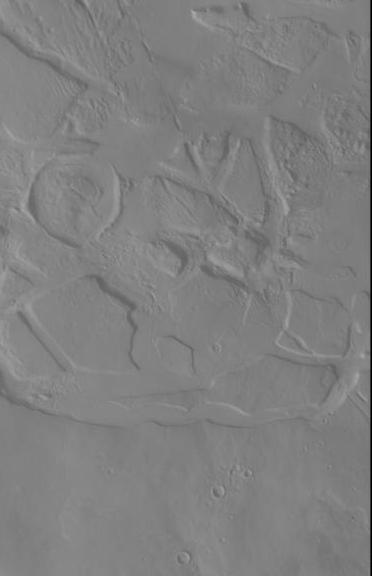
背景相机拍摄的盖勒克西亚斯混沌，下一幅图像中的场景是该图中的一部分。
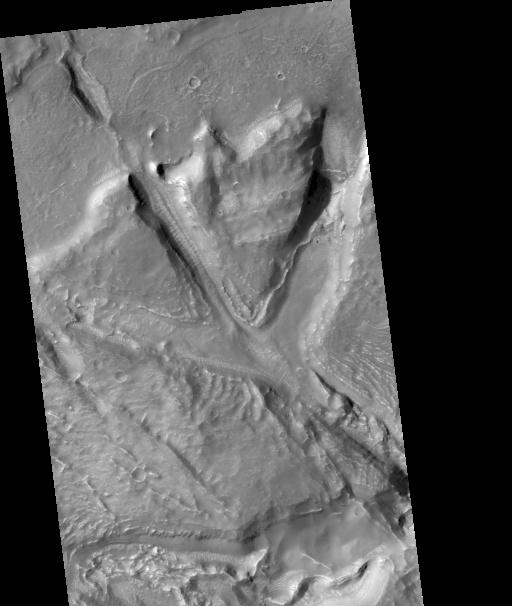
高分辨率成像科学设备显示的加拉西亚斯混沌。

## 重要性
混沌地形似乎是过去火星上存在大量水流的有力证据。一些地形并没有完全破碎，因此可能有更多的水冻结在一些地块内。

## 图集

### 珍珠湾区的混沌区域

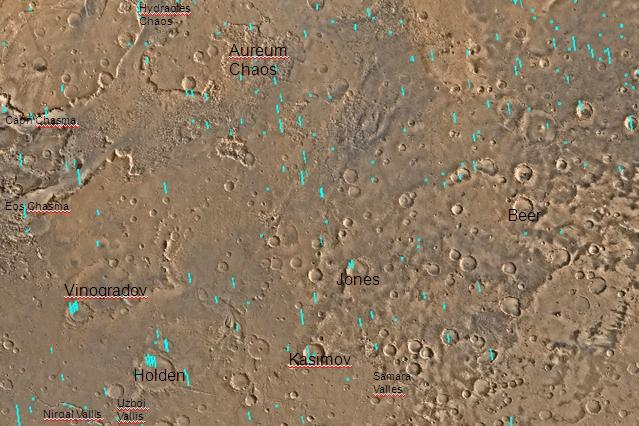
标有主要特征的珍珠湾区地图，欧罗姆混沌位于地图顶部附近。
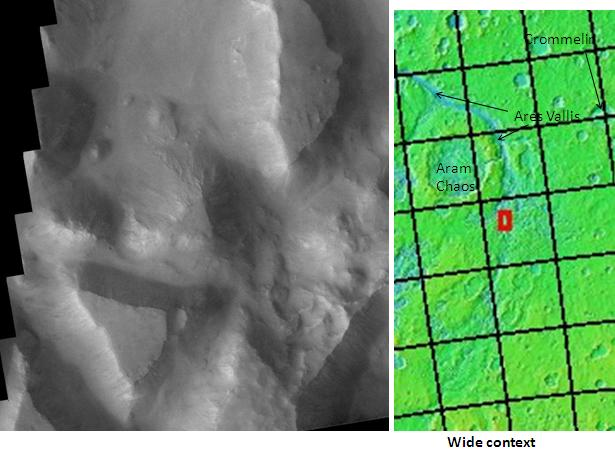
热辐射成像系统在珍珠湾区拍摄的亚尼混沌，侵蚀桌山的沙子覆盖了更亮的地表层。点击图片可查看亚尼混沌与其它当地特征的关系。
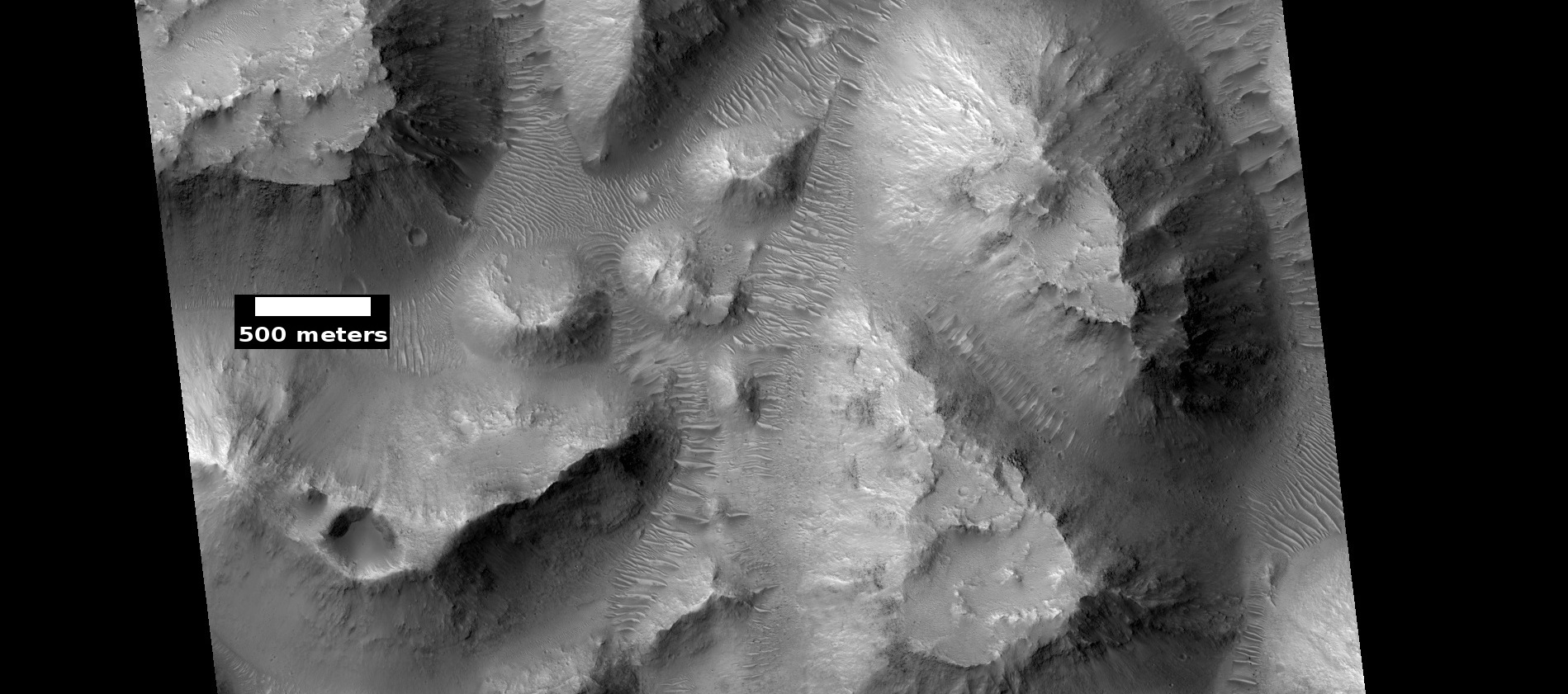
HiWish计划下高分辨成像科学设备显示的珍珠湾区的混沌地形。

### 欧克西亚沼区的混沌区域

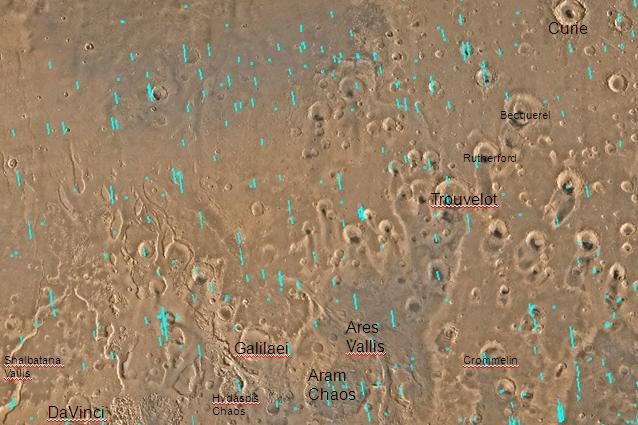
标有主要特征的欧克西亚沼区域图，该地区分布有许多坍塌的混沌区和众多的溢出河道（古河谷）。
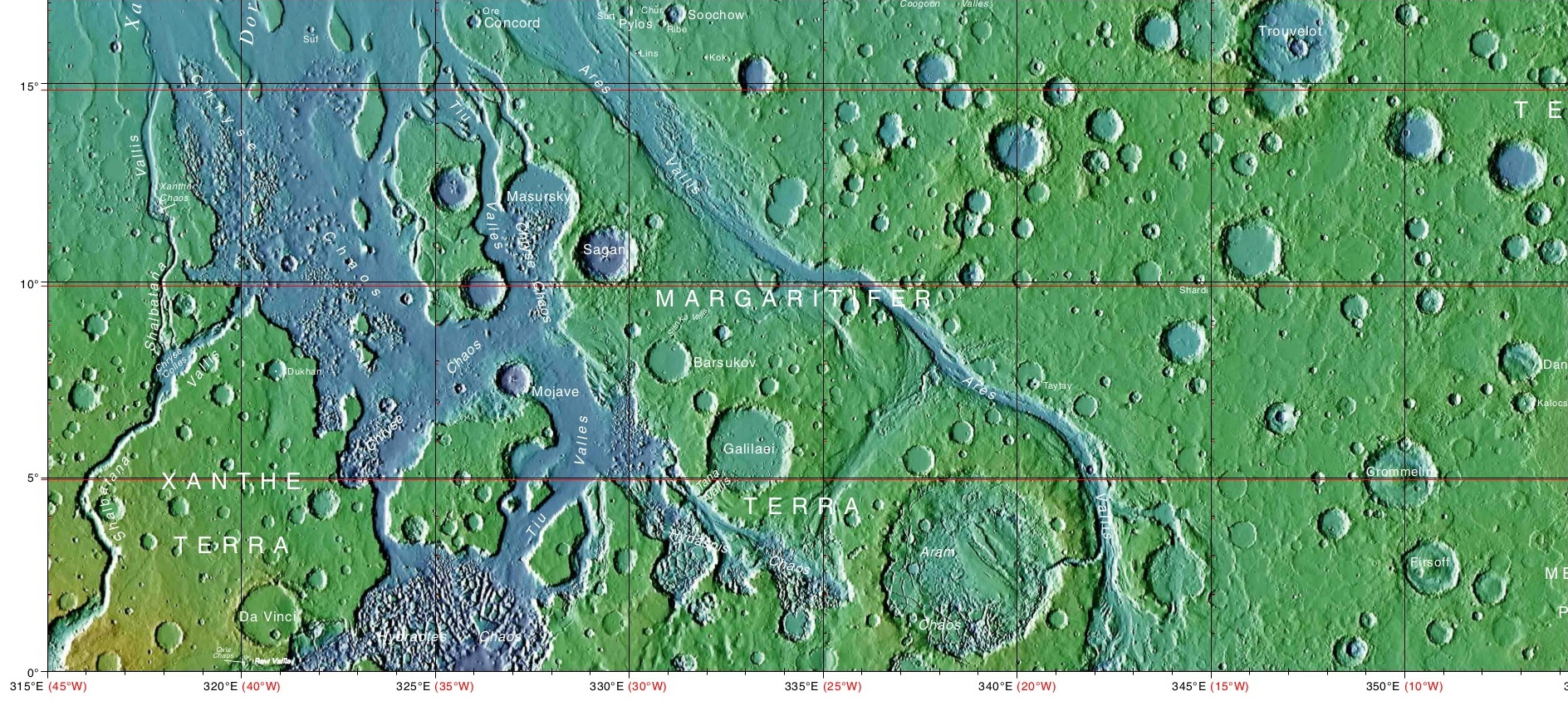
显示了一些混沌区域位置的火星欧克西亚沼区地形图。
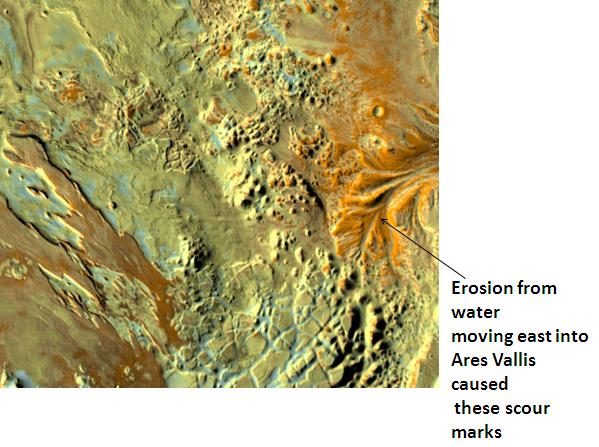
热辐射成像系统显示的欧克西亚沼区的阿伦混沌侵蚀。
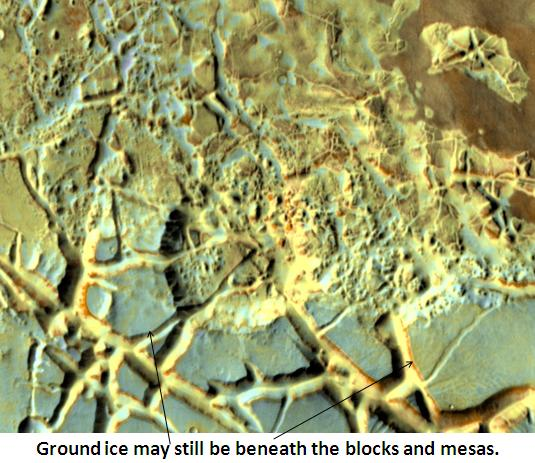
显示可能为水源地的阿伦混沌中的地块，热辐射成像系统拍摄于欧克西亚沼区。
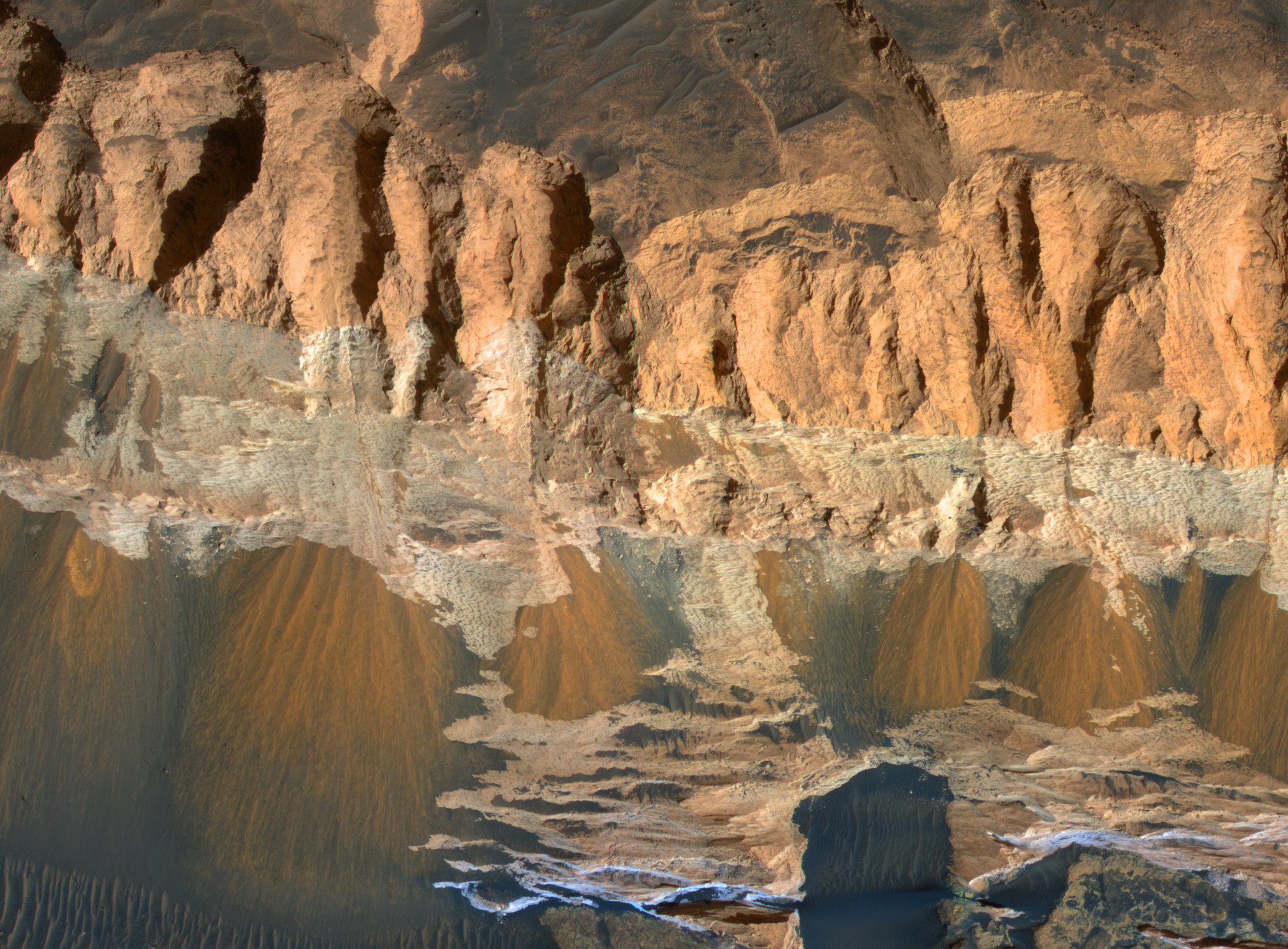
阿伦混沌中的荒原
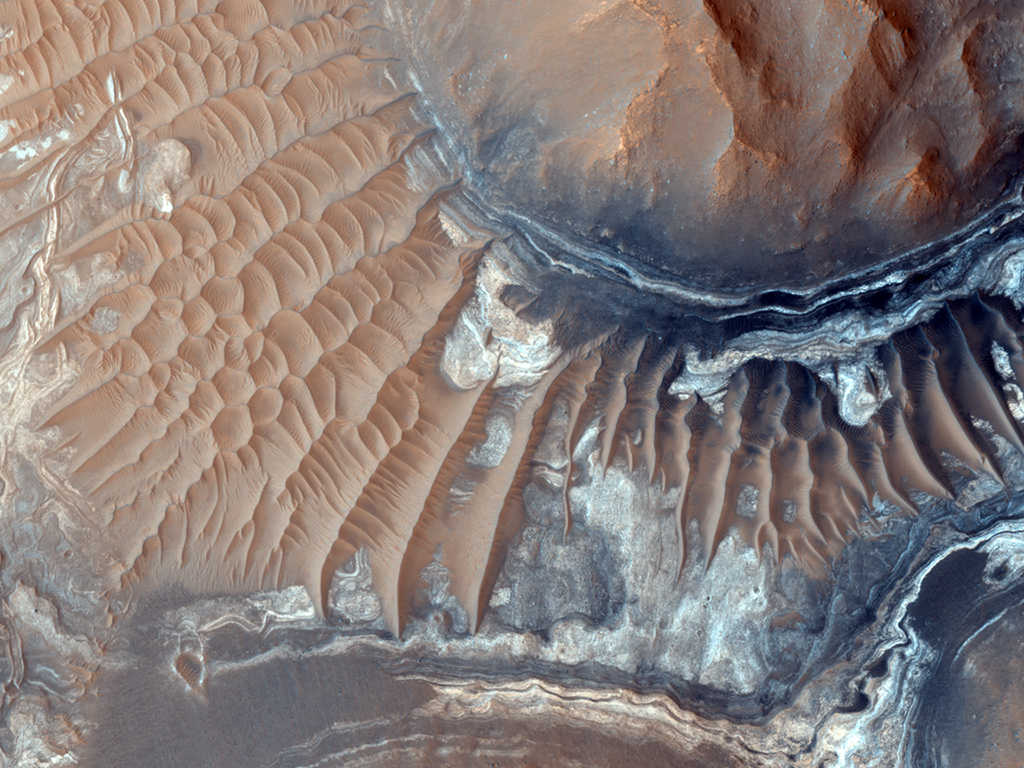
阿伦混沌的东部地表
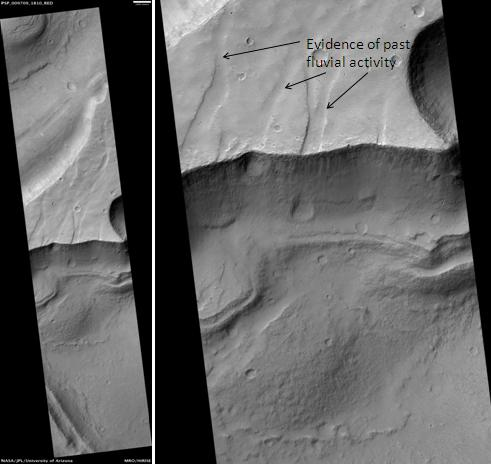
高分辨率成像科学设备显示的海德拉奥特斯混沌，点击图片可查看河道和地层。比例尺长1000米，这照片拍摄于欧克西亚沼区。
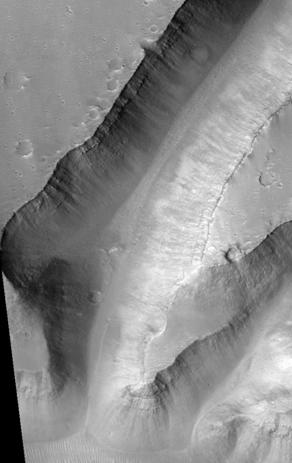
高分辨率成像科学设备显示的欧克西亚沼区海达斯皮斯混沌。
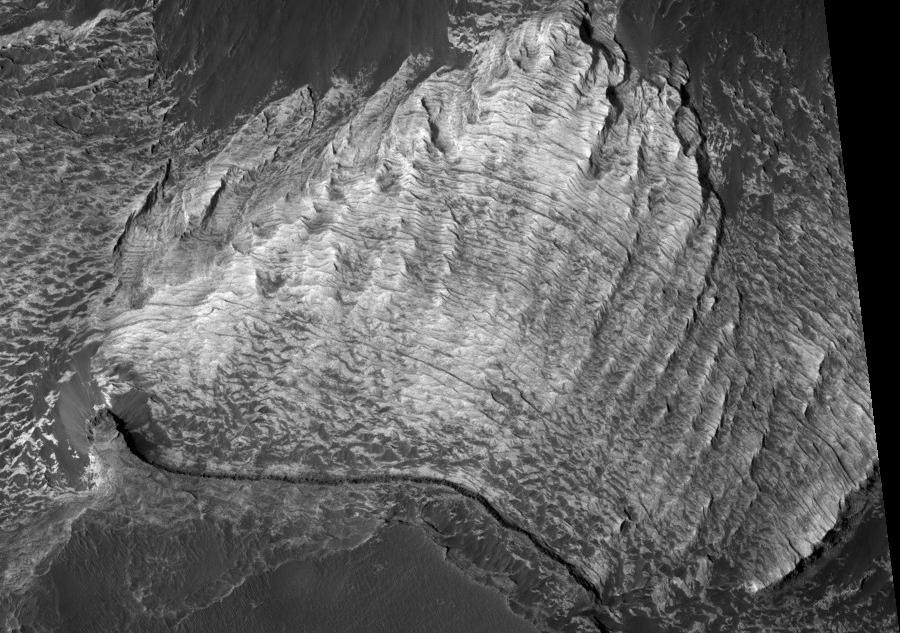
高分辨率成像科学设备显示的欧克西亚沼区厄俄斯混沌中的浅色地层。

### 法厄同区的混沌区域

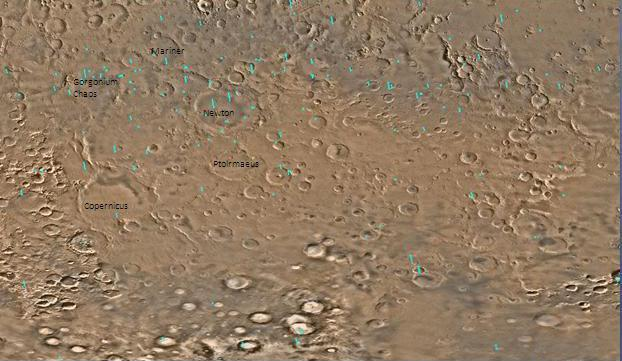
法厄同区地图，点击可放大查看部分撞击坑的名称，戈耳贡混沌位于地图顶部附近。
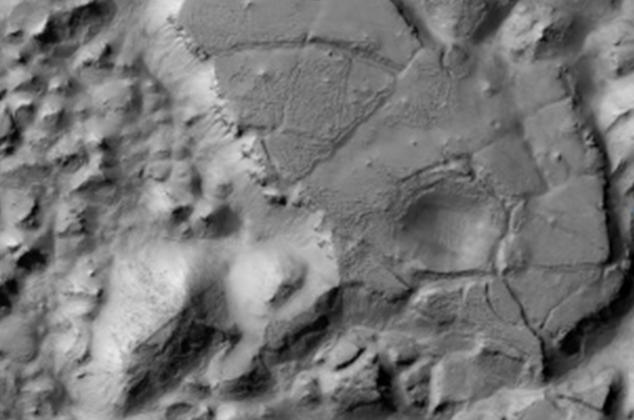
火星勘测轨道飞行器的高分辨率成像科学设备显示的戈耳贡混沌，图像宽4公里，拍摄于法厄同区。
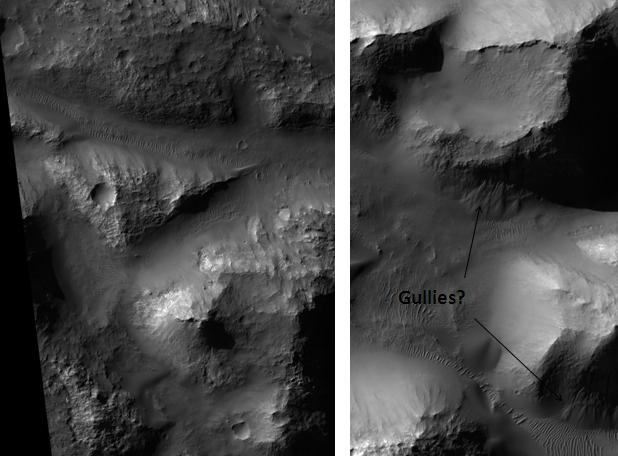
高分辨率成像科学设备显示的法厄同区中的亚特兰提斯混沌，点击图片可查看地表覆盖层和可能的冲沟。这两幅图像是原始图中的不同部分，它们有不同的尺度。

### 卢娜沼区的混沌区域

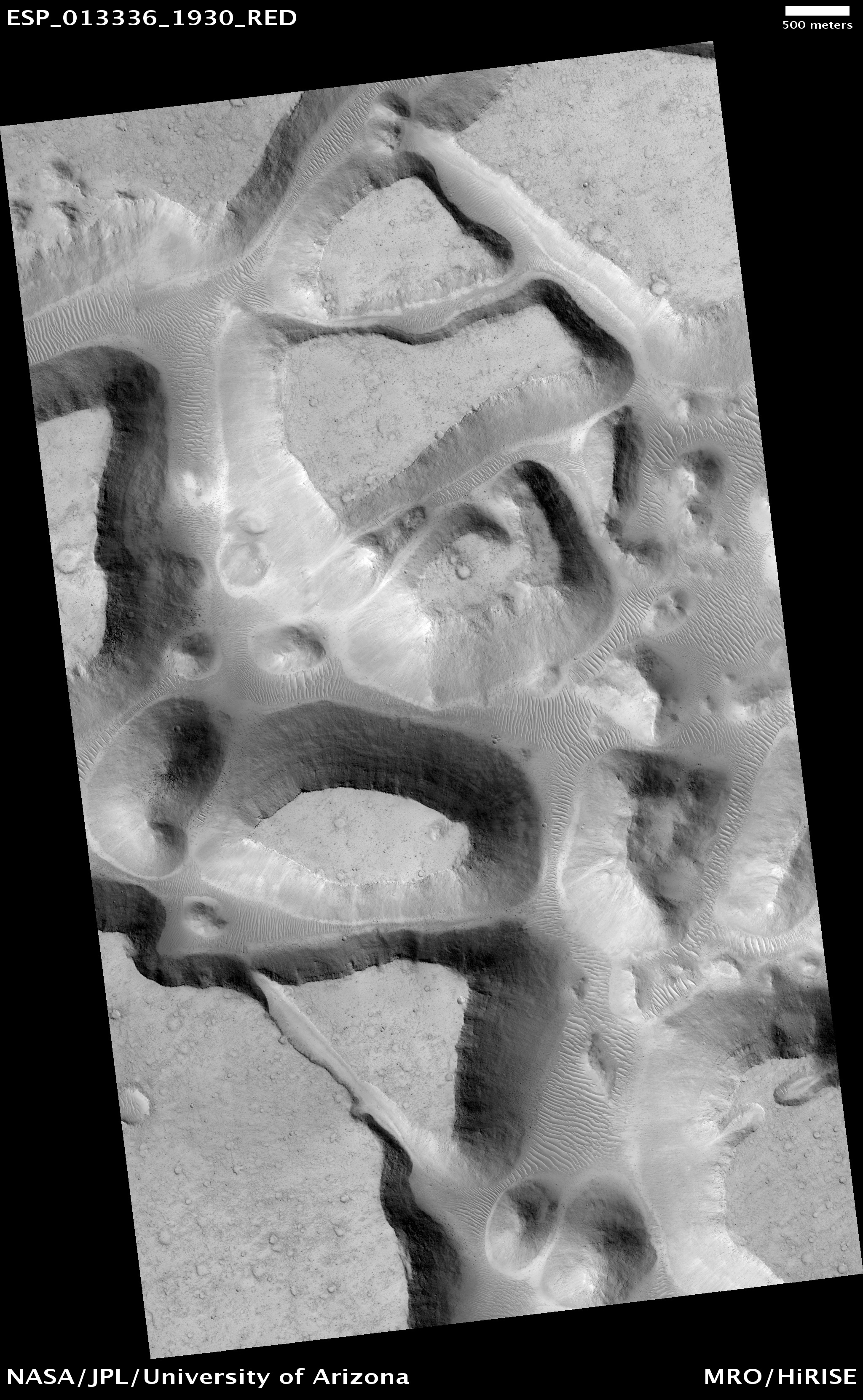
高分辨率成像科学设备显示的卢娜沼区伊斯特混沌。
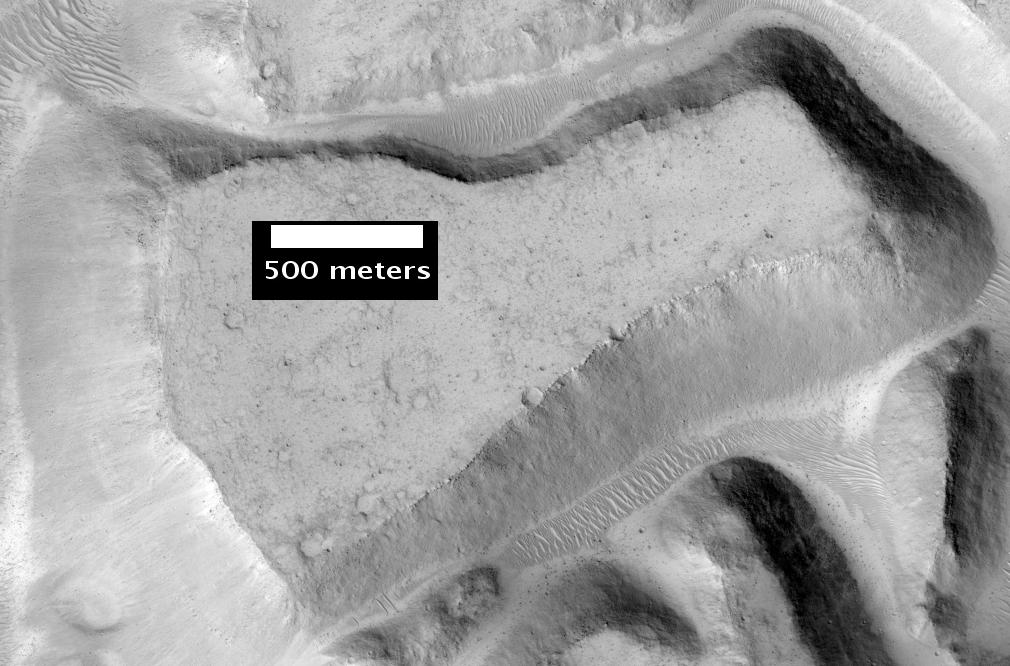
高分辨率成像科学设备显示的伊斯特混沌特写。

2010年4月1日，美国宇航局发布了HiWish计划（由普通大众为高分辨成像科学设备推荐拍摄地点）下的首批图像，欧罗姆混沌就是其中八处地点之一。下面的第一张照片展示了该地区的全景，接下来的两幅图像来自高分辨率成像科学设备照片。

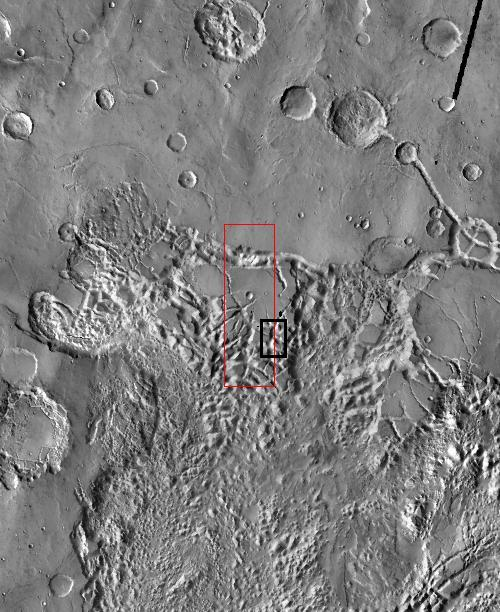
跟随高分辨率成像科学设备图像的广角热辐射成像系统图像。黑框显示了高分辨率成像科学设备图像的大致位置，该照片只是广袤的欧罗姆混沌区域的一部分，点击图片可查看更多细节。
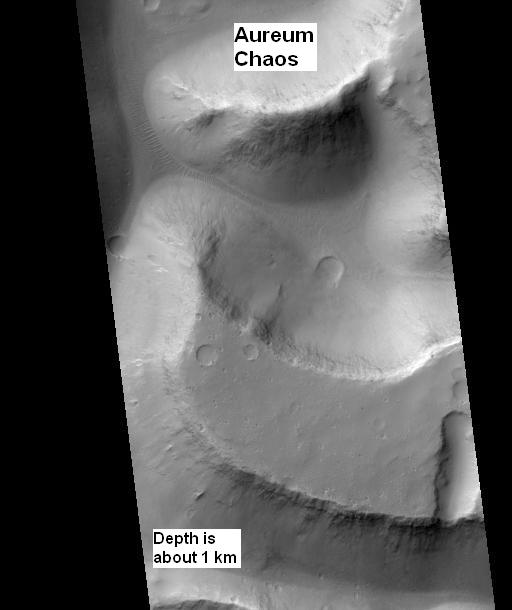
HiWish计划下高分辨率成像科学设备显示的欧罗姆混沌。
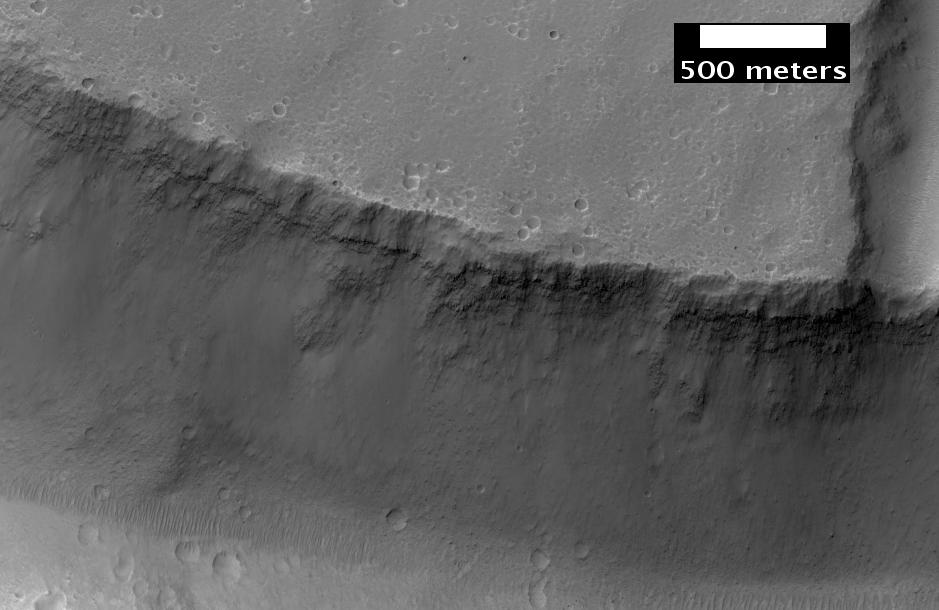
前一幅图像的特写版，小圆点是巨石。
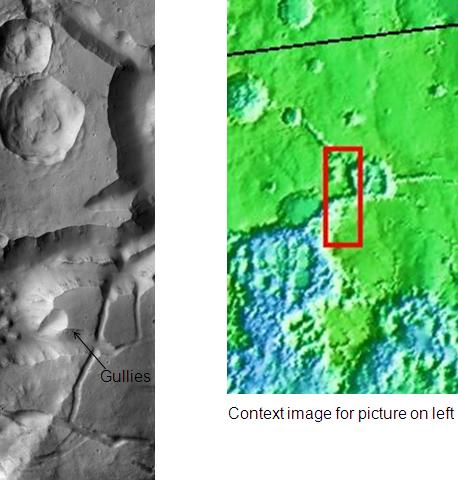
热辐射成像系统显示的欧罗姆混沌中巨大峡谷全景。在这一纬度，冲沟很罕见。图像拍摄于珍珠湾区。

## 另请查看
- 混沌地形
- 火星气候
- 火星地质
- 冰川 (火星)
- 火星的地下水
- 伊斯墨诺斯湖区
- 珍珠湾区——火星的一个区域名称
- 火星分界
- 溢出河道——火星上沖刷的地面長而寬
- 火星水文——行星火星上的水文